# بالن ته گرد

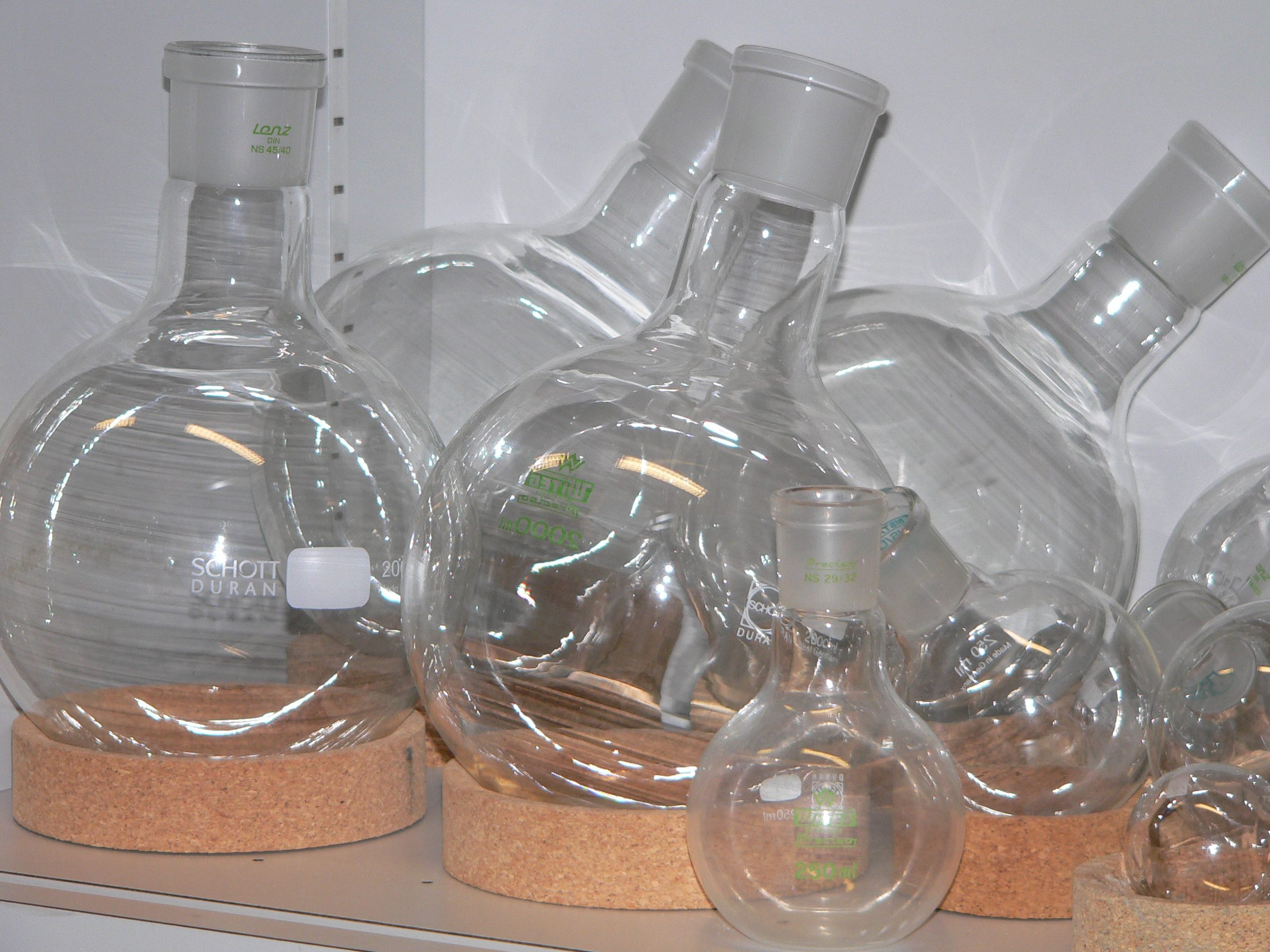
چند نوع بالن ته گرد

بالن ته گرد(به انگلیسی: Round-bottom flask و Erlenmeyer Bulbs) یکی از ابزارهای شیشه‌ای آزمایشگاهی می‌باشد  که برای حرارت دادن مایعات در آزمایشگاه از آن استفاده می‌شود. ویژگی مهم این وسیلهٔ آزمایشگاهی گرد بودن ته بالن می‌باشد  که موجب رسیدن حرارت شعله به صورت یکنواخت به کل مایع می‌شود. این نوع بالن از شیشه‌های مقاوم در برابر حرارت مانند شیشه بوروسیلیکات ساخته می‌شود. کاربرد عمده این نوع بالن در تقطیر مایعات می‌باشد .